# Personal Jesus
Singles de Depeche Mode
Everything Counts (Live)
(1989) Enjoy the Silence
(1989)
Pistes de Violator
Sweetest Perfection Halo
Personal Jesus est une chanson du groupe Depeche Mode composée par Martin Gore et chantée par Dave Gahan qui figure sur l'album Violator. C'est le 23e single du groupe, sorti par Mute Records le 29 août 1989, avec Dangerous en face B. Le single précède de plus de sept mois la sortie de Violator.
Le titre Personal Jesus est inspiré par le livre Elvis and Me de Priscilla Presley, où elle révèle qu'elle avait surnommé son mari son « Jésus personnel ».
Ce single s'est classé en 13e position des charts britanniques et à la 28e place du Billboard Hot 100. Il atteint la 27e place dans le Top 50 en France et la 5e position en Suisse. Aux États-Unis, il a également été certifié or par la RIAA le 23 janvier 1990 pour s'être vendu à au moins 500 000 exemplaires.

## Historique de la création et de la diffusion

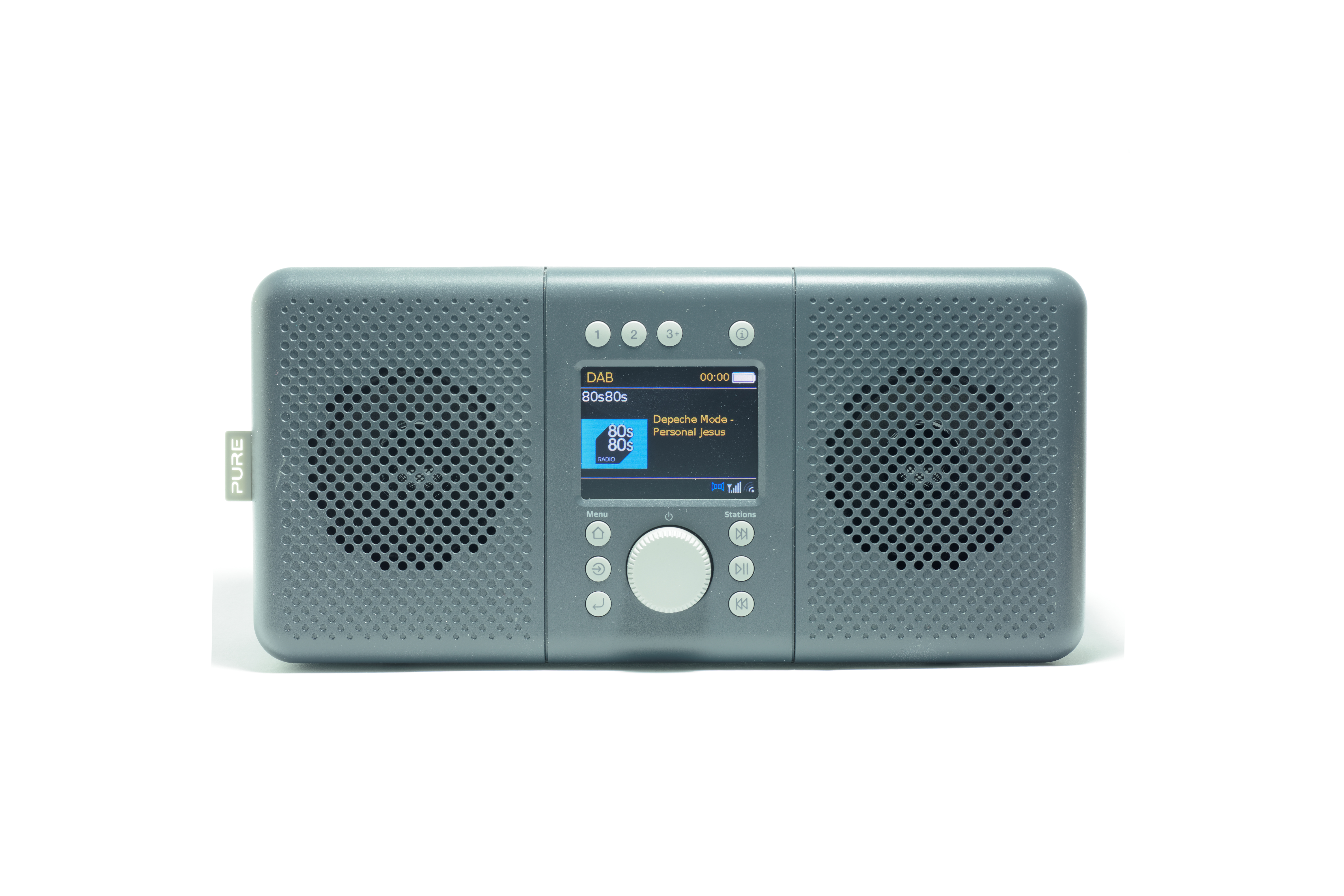
Personal Jesus sur DAB+

À la mi-1989, le groupe débute des enregistrements à Milan avec le producteur François Kevorkian. En résulte le titre Personal Jesus avec un riff de guitare très accrocheur, très différent de tout ce que le groupe a réalisé jusqu'ici. La chanson devient un succès planétaire, et l'un des titres les plus populaires de Depeche Mode avec le single suivant, Enjoy the Silence. Bien que ce ne soit pas la première chanson de Depeche Mode à contenir des parties de guitare (Behind the Wheel et leur reprise de Route 66 comprennent une guitare ; Love, in Itself de Construction Time Again est jouée avec une guitare acoustique), c'est néanmoins la première fois qu'une guitare est utilisée de façon aussi présente dans une chanson du groupe.
Avant sa sortie et afin d'assurer la promotion du morceau, des publicités sont insérées dans divers journaux locaux du Royaume-Uni sous le titre “Your own personal Jesus.” Les publicités suivantes comprennent un numéro de téléphone à composer pour écouter la chanson. Cette campagne  contribue ainsi à lui faire atteindre la 13e place du classement des meilleures ventes au Royaume-Uni. Le succès du titre vient aussi de ce qu'il est publié six mois avant l'album sur lequel il apparait. À cette époque, Personal Jesus est le single vinyle 12" le plus vendu de l'histoire de Warner Brothers.
Personal Jesus aura une pléthore de remixes, détail inédit pour une chanson de Depeche Mode à l'époque. Bien que les singles de DM précédant cette chanson aient différents mixes, le groupe invite encore plus de DJ et de remixeurs, ce qui devient une habitude pour les singles suivants. François Kevorkian (qui a réalisé le mixage du son sur Violator) a remixé la version single, le « Holier Than Thou Approach », le « Pump Mix », et le « Kazan Cathedral Mix » (qui n'est disponible sur aucune des versions du single), alors que le producteur Flood a mixé la version « Acoustique » et le « Telephone Stomp Mix » tout comme la version single et le « Sensual Mix » de la face B du titre, Dangerous qui est plus orienté électronique. Les versions « Hazchemix » et « Hazchemix Edit » de Dangerous ont été mixées par Daniel Miller. 
Personal Jesus '11 est un remix sorti dans le courant de l'année 2011 à l'occasion de la sortie d'un nouvel album de remixes.
Le clip musical, réalisé par Anton Corbijn, est le premier qu'il fait en couleurs pour le groupe. Il se passe dans un ranch, en plein milieu du Désert de Tabernas près d'Almería, en Espagne. MTV a édité des passages de la vidéo comprenant des mouvements de bouche très suggestifs de Martin Gore pendant le pont, et ainsi remplacé avec d'autres images du clip.

## Liste des versions
- Toutes les chansons sont écrites par Martin L. Gore.

| 7"Mute / Bong17 (R-U) 1. Personal Jesus — 3:51 2. Dangerous — 4:23 7"Mute / GBong17 (R-U) 1. Personal Jesus — 3:51 2. Dangerous (Hazchemix Edit) — 3:01 3. Personal Jesus (Acoustic) — 3:26 12"Mute / 12Bong17 (R-U) 1. Personal Jesus (Holier Than Thou Approach) — 5:51 2. Dangerous (Sensual Mix) — 5:24 3. Personal Jesus (Acoustic) — 3:26 12"Mute / L12Bong17 (R-U) 1. Personal Jesus (Pump Mix) — 7:47 2. Personal Jesus (Telephone Stomp Mix) — 5:32 3. Dangerous (Hazchemix) — 5:34 CD 3"Mute / CDBong17 (R-U) 1. Personal Jesus (Holier Than Thou Approach) — 5:51 2. Dangerous (Sensual Mix) — 5:24 3. Personal Jesus (Acoustic) — 3:26 LCD 3"Mute / LCDBong17 (R-U) 1. Personal Jesus (Pump Mix) — 7:47 2. Personal Jesus (Telephone Stomp Mix) — 5:32 3. Dangerous (Hazchemix) — 5:34 | CDMute / CDBong17X (EU) 1. Personal Jesus — 3:51 2. Dangerous — 4:23 3. Personal Jesus (Acoustic) — 3:26 4. Dangerous (Hazchemix Edit) — 3:01 5. Personal Jesus (Holier Than Thou Approach) — 5:51 6. Dangerous (Sensual Mix) — 5:24 7. Personal Jesus (Pump Mix) — 7:47 8. Personal Jesus (Telephone Stomp Mix) — 5:32 9. Dangerous (Hazchemix) — 5:34 CDSire/Reprise / 21328-2 (US) 1. Personal Jesus — 3:51 2. Personal Jesus (Holier Than Thou Approach) — 5:51 3. Dangerous (Hazchemix) — 5:34 4. Personal Jesus (Pump Mix) — 7:47 5. Personal Jesus (Acoustic) — 3:26 6. Dangerous (Sensual Mix) — 5:24 7. Personal Jesus (Telephone Stomp Mix) — 5:32 8. Dangerous — 4:23 CD 2"Single (FR) 1. Personal Jesus — 3:51 2. Dangerous — 4:23 | - Il s'agit de la ressortie de 2004. |

## Classements

### Classements hebdomadaires
| Classement (1989–1990)                          | Meilleure position |
| ----------------------------------------------- | ------------------ |
| Allemagne (Media Control AG)                    | 5                  |
| Canada (100 Singles)                            | 44                 |
| Canada (20 Dance Singles)                       | 14                 |
| Espagne (AFYVE)                                 | 5                  |
| États-Unis (Billboard Hot 100)                  | 28                 |
| États-Unis (Cash Box)                           | 31                 |
| États-Unis (Hot Dance Club Play)                | 12                 |
| États-Unis (Hot Dance Music/Maxi-Singles Sales) | 9                  |
| États-Unis (Modern Rock Tracks)                 | 3                  |
| France (SNEP)                                   | 27                 |
| Irlande (IRMA)                                  | 7                  |
| Italie (FIMI)                                   | 3                  |
| Nouvelle-Zélande (RMNZ)                         | 14                 |
| Pays-Bas (Single Top 100)                       | 62                 |
| Pologne (Classements Singles)                   | 5                  |
| Royaume-Uni (UK Singles Chart)                  | 13                 |
| Suède (Sverigetopplistan)                       | 17                 |
| Suisse (Schweizer Hitparade)                    | 5                  |

| Classement (2007)      | Meilleure position |
| ---------------------- | ------------------ |
| Danemark (Tracklisten) | 15                 |

| Classement (2011) | Meilleure position |
| ----------------- | ------------------ |
| France (SNEP)     | 91                 |

| Classement (2013) | Meilleure position |
| ----------------- | ------------------ |
| France (SNEP)     | 114                |

| Classement (1989) | Position |
| ----------------- | -------- |
| Italie (FIMI)     | 12       |

## Personal Jesus2011
Singles de Depeche Mode
Fragile Tension / Hole to Feed
(2009) Heaven
(2013)
Pistes de Remixes 2: 81–11
Walking in My Shoes (Anandamidic Mix)
(11) Slowblow (Darren Price Mix)
(13)
Personal Jesus 2011 est une version remixée du single.

### Listes des titres
CD (Bong43)
1. Personal Jesus (The StarGate Mix) — 3:56
2. Personal Jesus (Alex Metric Remix) — 5:54
3. Personal Jesus (Eric Prydz Remix) — 7:25
4. Personal Jesus (M.A.N. Remix) — 5:22
5. Personal Jesus (Sie Medway-Smith Remix) — 6:25

Vinyle 12"
1. Personal Jesus (Alex Metric (en) Remix) — 5:54
2. Personal Jesus (M.A.N. Remix) — 5:22
3. Personal Jesus (The Stargate Mix) — 3:56
4. Personal Jesus (Eric Prydz Remix) — 7:25
5. "Personal Jesus (Sie Medway-Smith Remix) — 6:25

Téléchargement
1. Personal Jesus (The Stargate Mix) — 3:56
2. Personal Jesus (Alex Metric Remix Edit) — 3:27

Téléchargement exclusif sur Beatport
1. Personal Jesus (Eric Prydz Remix) — 7:26
2. Never Let Me Down Again (Eric Prydz Remix) — 7:01

CD promotionnel (PCDBong43)
1. Personal Jesus (The Stargate Mix) — 3:56
2. Personal Jesus (Alex Metric Remix Edit) — 3:27
3. Personal Jesus (Alex Metric Remix) — 5:54
4. Personal Jesus (Eric Prydz Remix) — 7:25
5. Personal Jesus (M.A.N. Remix) — 5:22
6. Personal Jesus (Sie Medway-Smith Remix) — 6:25

### Classements
| Classement (2011)                       | Meilleure position |
| --------------------------------------- | ------------------ |
| Autriche (Ö3 Austria Top 40)            | 73                 |
| Belgique (Flandre Ultratop 50 Dance)    | 32                 |
| Belgique (Wallonie Ultratop 50 Singles) | 43                 |
| Belgique (Wallonie Ultratop 40 Dance)   | 43                 |
| Hongrie (Single Top 20 lista)           | 5                  |
| Tchéquie (IFPI Rádio)                   | 62                 |
| Slovaquie (IFPI)                        | 71                 |
| Suisse (Schweizer Hitparade)            | 73                 |
| Royaume-Uni (UK Singles Chart)          | 119                |

## Reprises
La chanson a notamment été reprise par Johnny Cash en 2002 sur l'album American IV: The Man Comes Around ; par No One Is Innocent en 2004 sur l'album Révolution.com ; par Marilyn Manson en 2004 sur la compilation Lest We Forget ; par Hilary Duff en 2008 sur la compilation Best of Hilary Duff dans une version remaniée appelée Reach Out ; par Nina Hagen en 2010 sur l'album du même nom, par Les Chics Types en 2010 ; par Shaka Ponk en 2011 ; et régulièrement en concert par Tori Amos, par le groupe de punk Mindless Self Indulgence en 2015. Enfin, en 2017 le duo de rock nantais KO KO MO reprend le titre dans leur second album Lemon Twins,,.